# Макаров, Сергей Михайлович
Серге́й Миха́йлович Мака́ров (род. 19 июня 1958, Челябинск) — советский хоккеист, правый крайний нападающий. Двукратный олимпийский чемпион, 8-кратный чемпион мира. Заслуженный мастер спорта СССР (1979).

## Биография
Родился 19 июня 1958 года в Челябинске. В семье было два старших брата, которые также увлекались хоккеем — Николай и Юрий. Сергей встал на коньки в пять лет. Воспитанник челябинской школы хоккея.
Первым тренером был Виктор Стариков. В своих интервью спортсмен упоминал, что ему сложно назвать его лучшего тренера, но комфортно заниматься было именно с первым тренером Виктором Стариковым, который его многому научил. В споры своих воспитанников тренер Стариков не вмешивался.
Тренер ― П. В. Дубровин. Выпускник УралГУФК. По окончании школы Макаров поступил в Институте физической культуры в Челябинске и окончил его в 1981 году. В молодости его знали как открытого человека, отличавшегося чрезвычайной эрудицией.

### Советский период
В возрасте 18 лет Макаров дебютировал за местный «Трактор» и провел в команде два сезона. В 1978 году, после призыва в армию, Макаров получил приглашение в ЦСКА. Хоккеист тяжело адаптировался к новой команде и к тренировкам Виктора Тихонова. В том же сезоне Макаров провел первый матч за сборную СССР. В первом же матче за сборную, против финнов, Макаров забросил шайбу, а советская сборная победила со счетом 9:0. В повторной игре Макаров снова отметился голом, а сборная СССР победила со счётом 4:2.
На чемпионате мира в Праге Макаров забросил три шайбы — в ворота сборных ФРГ, ГДР и Финляндии и стал чемпионом мира. На чемпионате мира 1979 года Макаров стал лучшим снайпером турнира. Он отыграл в полный сезон сборной, выступив в товарищеских матчах, а также на турнирах на приз газет «Руде право» и «Известий». В феврале 1979 года был включен в состав сборной на Кубок вызова в США.
В 1981 году Макаров в составе сборной СССР отправился на Кубок Канады. Именно на этом турнире была создана одна из сильнейших пятерок в истории мирового хоккея — пятёрка Ларионова, в которую вместе с ним входили Владимир Крутов, Игорь Ларионов, а также защитники Вячеслав Фетисов и Алексей Касатонов. Во многом благодаря этой пятёрке сборная СССР с 1978 по 1983 год выиграла пять чемпионатов мира подряд. Сергей Макаров был лучшим бомбардиром мирового первенства в 1979, 1983, 1985 и 1986 годах. Одно время был капитаном ЦСКА и сборной СССР.
На Олимпиаде 1980 года в Лейк-Плэсиде сборная СССР завоевала серебряные медали, уступив сборной США. На Олимпиаде в Сараево в 1984 году и в Калгари в 1988 году советская сборная одержала победы.
В составе ЦСКА Макаров стал 13-кратным победителем первенств СССР и 12-кратным обладателем Кубка европейских чемпионов. Трижды он признавался лучшим хоккеистом страны по итогам года (1980,1985, 1989). За армейский клуб Макаров забросил 303 шайбы в 472 матчах. В чемпионатах СССР набрал 710 очков в 519 играх — 322 заброшенные шайбы и 388 результативных передач. По обоим показателям Макаров был рекордсменом на тот момент. В октябре 2008 года в ЦСКА был выведен из обращения 24-й номер, под которым играл Макаров.
В 2001 году Макаров был введён в Зал славы Международной федерации хоккея. Он также является одним из шести членов символической сборной столетия IIHF.

### НХЛ
В конце 1980-х Макаров решил попробовать свои силы в НХЛ. В 1989 году Макаров дебютировал в составе «Калгари», который на тот момент был действующим обладателем Кубка Стэнли. В дебютном сезоне Макаров забросил 24 шайбы и сделал 62 результативные передачи, получив по итогам сезона приз, вручаемый лучшему новичку сезона в лиге — «Колдер Трофи». Он стал первым из россиян, получившим этот приз. После завоевания приза 31-летним Макаровым, НХЛ снизила возрастной ценз для обладателей трофея до 26 лет. 25 февраля 1990 года Макаров набрал 7 очков (2+5) в игре против «Эдмонтон Ойлерз». Это остаётся рекордом для советских и российских хоккеистов в истории НХЛ по очкам за одну игру. Всего в составе «Калгари» Макаров провёл четыре сезона.
В 1993 году Макаров стал игроком «Сан-Хосе». В первом сезоне Макаров забросил 30 шайб и сделал 38 передач. Всего за «Сан-Хосе» он провёл два сезона.
В 1996 году Макаров сыграл четыре матча за «Даллас».
В 1997 году, во время выступлений за швейцарский «Фрибур-Готтерон», играл в одной тройке с Быковым и Хомутовым.

### После окончания карьеры
27 июня 2016 года было объявлено о включении Сергея Макарова в Зал хоккейной славы в Торонто. Церемония включения прошла 14 ноября 2016 года..
Не любит общаться со СМИ, редко появляется на мероприятиях. Рекордсмен среди советских и российских хоккеистов по общему количеству заброшенных шайб в официальных матчах за команды и сборные СССР, России и НХЛ (714), опережая на 9 шайб Бориса Михайлова.
У Макарова четверо детей — три сына и дочь. В Калгари он развёлся со своей первой женой Верой и позднее женился на Мэри, которая занималась в системе «Сан-Хосе Шаркс» распространением абонементов на матчи. В новом браке родились сын Ник и дочь Катерина. После развода со второй женой дети остались жить в Калифорнии. По состоянию на 2022 год Катерина Макаров — графический дизайнер-фрилансер, проживает в Портленде, Орегон, работает по контрактам со спортивными командами.
C 2012 по 2015 год занимал должность генерального директора Ночной хоккейной лиги. Входит в состав Совета легенд Ночной лиги.

## Достижения
- Чемпион Олимпийских игр, 1984 и 1988
- Обладатель серебряной медали Олимпийских игр, 1980
- Чемпион мира, 1978, 1979, 1981, 1982, 1983, 1986, 1989 и 1990
- Чемпион СССР, 1979-89
- Трижды обладатель звания «Лучший Хоккеист Года» по опросам еженедельника «Футбол-Хоккей» (1979-80, 84-85, 88-89).
- Обладатель Кубка СССР, 1979 и 1988
- Обладатель Кубка Вызова 1979
- Обладатель Кубка Канады 1981
- Колдер Мемориал Трофи (лучший новичок сезона НХЛ), 1990
- В 2001 году введён в Зал славы ИИХФ
- Обладатель «Золотой клюшки» ИИХФ (Лучший хоккеист Европы) (1980, 1986, 1989)[7]
- Вошёл в символическую сборную столетия ИИХФ
- Номер 24, под которым играл Сергей Макаров, изъят из обращения в ЦСКА (29.10.2008)

## Награды
- Орден Почёта (26 декабря 2011) - за большой вклад в развитие физической культуры и многолетнюю добросовестную работу[8]
- два Ордена Трудового Красного Знамени (1984, 1988)
- Орден Дружбы народов (1981)
- Медаль «За трудовую доблесть» (07.07.1978)

## Статистика
| Легенда | Легенда                    | Легенда | Легенда                   | Легенда | Легенда    |
| ------- | -------------------------- | ------- | ------------------------- | ------- | ---------- |
| И       | Количество проведённых игр | Штр     | Штрафное время            | +/−     | Плюс-минус |
| Г       | Голы                       | П       | Голевые передачи          | О       | Очки       |
| -       | Статистика неизвестна      | —       | Статистика не учитывалась |         |            |

## В кинематографе
| Название | Страна | Год  | Режиссёр     | В роли Макарова | Примечания |
| -------- | ------ | ---- | ------------ | --------------- | ---------- |
| Слава    | Россия | 2014 | Антон Азаров | Артём Черненко  | телесериал |